# Pelourinho de Vila Real
O Pelourinho de Vila Real localiza-se na freguesia, no município e no distrito de Vila Real, em Portugal.
Terá sido edificado em 1515, quando Vila Real obteve novo foral, dado por D. Manuel. O actual pelourinho só possui do original a coluna octogonal enquanto o resto é uma cópia do original, que terá sido destruído.

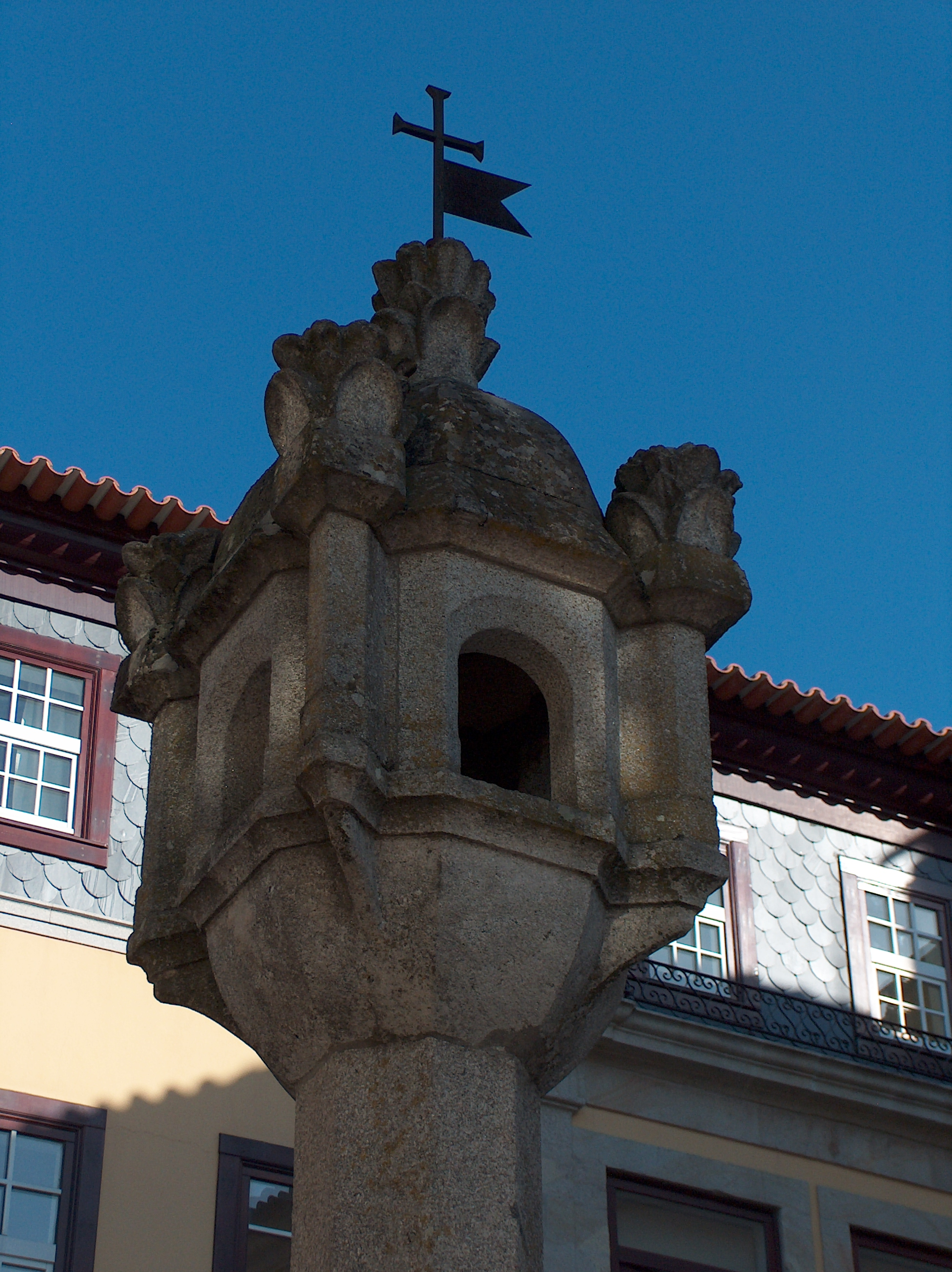
Gaiola do Pelourinho de Vila Real

A sua localização foi mudando ao longo dos anos, tendo passado pela Rua da Praça (actual Largo do Pelourinho), pelo largo em frente aos Paços do Concelho, e posteriormente na sua localização actual que é o Largo do Pelourinho.
Este pelourinho é formado por uma base de quatro degraus octogonais, sobre a qual assenta um paralelepípedo também octogonal, que suporta o fuste. Por cima do fuste, o pelourinho termina numa estrutura em forma de gaiola, com as sua quatro faces comunicando entre si através de aberturas em arco redondo. Essa gaiola apresenta na união das suas faces umas pequenas colunas cilíndricas e no seu vértice uma cruz em ferro com uma bandeirola.
Está classificado como Imóvel de Interesse Público desde 1933.